# Zanola lychnica
Zanola lychnica is een vlinder uit de familie van de Apatelodidae. De wetenschappelijke naam van de soort is voor het eerst geldig gepubliceerd in 1920 door Paul Dognin.